# Бьянки, Луиджи
Луиджи Бьянки (итал. Luigi Bianchi; 18 января 1856, Парма, Эмилия-Романья, Италия — 6 июня 1928, Пиза, Тоскана, Италия) — итальянский математик, известный своими работами по дифференциальной геометрии. В частности, его именем названы первое и второе тождества Бьянки для Риманова тензора кривизны, а также классификация Бьянки для алгебр Ли.

## Биография
Луиджи Бьянки родился 18 января 1856 года в Парме (Эмилия-Романья, Италия). Его отец, Франческо Саверио Бьянки, в том же году был назначен профессором гражданского права Пармского университета, а впоследствии был деканом юридического факультета (1868—1873) и мэром Пармы (1869). Старший брат Луиджи, Фердинандо, пошёл по стопам отца и изучал гражданское право.
В 1873 году Луиджи Бьянки поступил в Высшую нормальную школу в Пизе и стал изучать математику. Его наставниками были Энрико Бетти и Улисс Дини. В 1877 году он с отличием окончил Высшую нормальную школу и защитил диссертацию о наложимых поверхностях (то есть, таких поверхностях, которые можно перевести друг в друга посредством изгибания). Бьянки продолжал работать в Пизе до 1879 года, а затем некоторое время проработал в Мюнхене и Гёттингене (вместе с Феликсом Клейном).
В 1881 году Луиджи Бьянки был назначен профессором Высшей нормальной школы в Пизе. Он также был профессором Пизанского университета, где он преподавал дифференциальную, проективную и аналитическую геометрию.
В 1886 году Луиджи Бьянки женился. Впоследствии в их семье было пять сыновей.
В 1887 году Бьянки стал членом-корреспондентом Национальной академии деи Линчеи, а в 1893 году был избран академиком. Иностранный член-корреспондент Петербургской академии наук c 10 декабря 1911 по Физико-математическому отделению (разряд математических наук). Он также был почётным членом Лондонского математического общества и ряда других обществ. В течение длительного времени он был редактором журнала Annali di Matematica pura ed applicata.

## Научная деятельность
Основные работы Луиджи Бьянки связаны с дифференциальной геометрией. Его именем названы первое и второе тождества Бьянки для Риманова тензора кривизны, а также классификация Бьянки для алгебр Ли.